# Punta Merciantaira
La Punta Merciantaira (3.293 m s.l.m. - detta anche Grand Glaiza) è una montagna delle Alpi del Monginevro nelle Alpi Cozie 
situata lungo il confine tra l'Italia (Città metropolitana di Torino) e la Francia (Alte Alpi).

## Descrizione

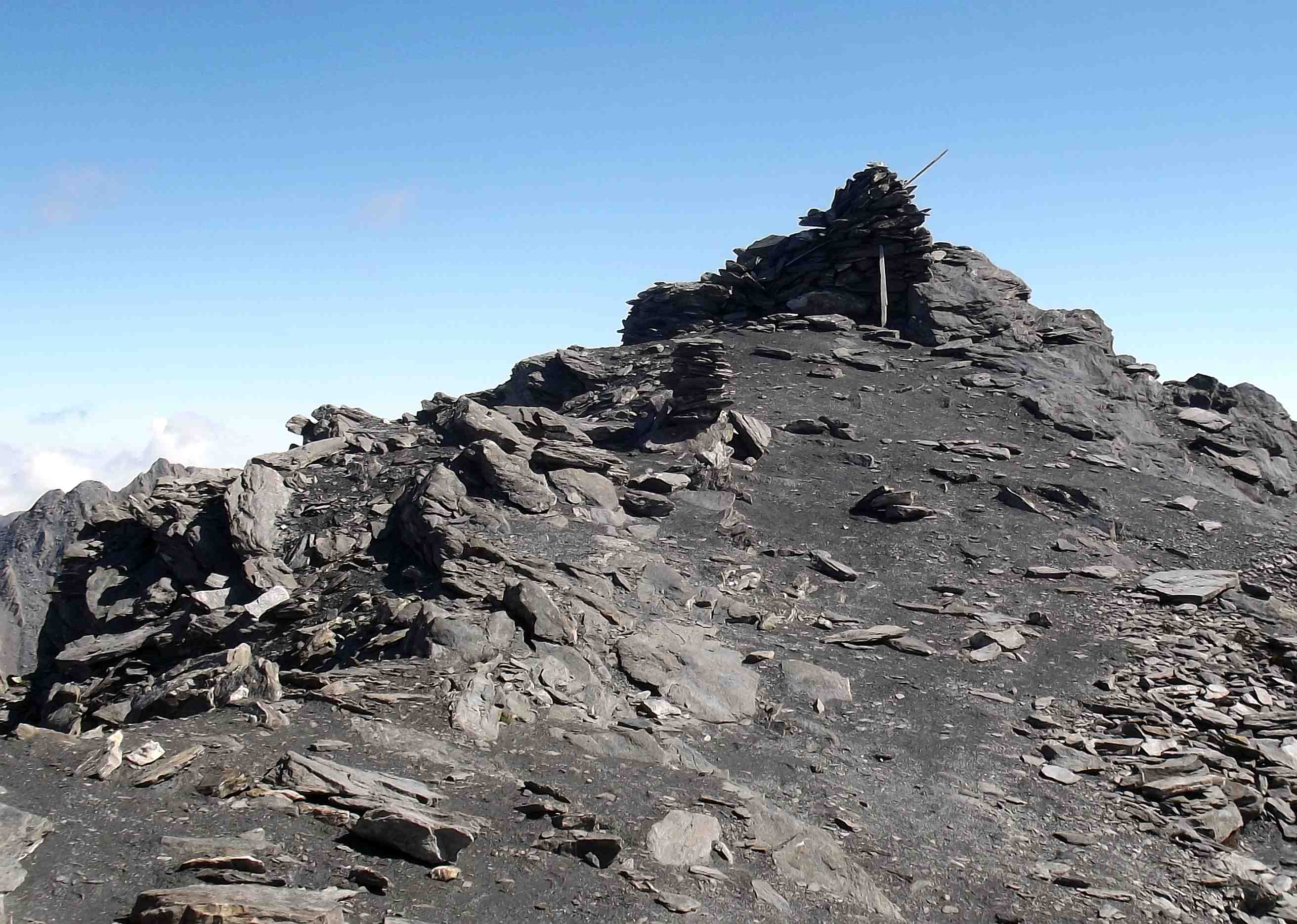
La cima della montagna.

La montagna è collocata sulla Catena principale alpina alla convergenza tra la Val Thuras (valle laterale della Val di Susa - comune di Cesana Torinese), la Valle del Guil (la valle comunemente chiamata Queyras, comune di Abriès), e la valle della Cerveyrette (comune di Cervières).

## Toponimo
Il nome della montagna non avrebbe nulla a che fare con la parola mercato ma proverrebbe invece dal termine provenzale meichantaira, collegato al vocabolo francese mechancheté che significa malvagità e sarebbe riferito all'inospitalità del luogo.

## Accesso alla vetta
La salita escursionistica dalle Grange di Thuras (Cesana Torinese) è valutata di difficoltà EE, quella da les Fonds (Cervières) di difficoltà E. Ambita meta per gli amanti del cicloalpinismo